# Matsloot (buurtschap)
Matsloot is een gehucht in de gemeente Noordenveld, in de Nederlandse provincie Drenthe. Het is gelegen tussen Roderwolde, Peizermade, Hoogkerk en het Leekstermeer, in de streek, de Matsloot.
Van oorsprong omvatte Matsloot de hele gelijknamige streek maar in 1987 werd het noordelijke deel geannexeerd door de gemeente Groningen. Dit deel, waar nog enkele boerderijen en industrieterrein Westpoort zijn gelegen wordt meestal niet meer tot het gehucht gerekend. Ook het zuidelijkste deel van de streek valt niet meer formeel onder het gehucht. Het gehucht heeft een eigen postcode. Aan het Leekstermeer zit een kleine kern van bewoning en de rest van de buurtschap bestaat uit landerijen met enkele boerderijen.
In de kleine kern zitten enkele recreatiebedrijven met een kleinschalige camping en zomerhuisjes aan het water. Een aantal van die huizen wordt permanent bewoond. Het aantal inwoners op 1 januari 2023 is 155. In 1840 was dat 61, toen verdeeld over 11 boerderijen. 
De camping werd in 2021 opgekocht door recreatiebedrijf EuroParcs, die de bestaande bewoners te kennen gaf dat ze moesten vertrekken om plaats te maken voor dure chalets, iets waar het bedrijf bekend om stond. De bewoners kochten daarop in 2022 de camping over van EuroParcs.
Hoofdplaats: Roden

Overige plaatsen: Allardsoog (deels) · Altena · Alteveer · Amerika · Boerlaan · Een · Een-West · De Streek · Foxwolde · Huis ter Heide · Klunderveen · Langelo · Lieveren · Leutingewolde · Matsloot · Nietap · Nieuw-Roden · Norg · Norgervaart (deels) · Oostindië (deels) · Peest · Peize · Peizermade · Peizerwold · De Pol · Roderesch · Roderwolde · Sandebuur · Steenbergen · Terheijl · Veenhuizen · Westervelde · Zuidvelde

Drenthe: Steden en dorpen      Nederland: Provincies · Gemeenten